# Вилья-Мария (Кордова)
Вилья-Мария (исп. Villa María) — город и муниципалитет в департаменте Хенераль-Сан-Мартин провинции Кордова (Аргентина), административный центр департамента. Образует агломерацию с соседним городом Вилья-Нуэва.

## История
В 1866 году через эти места началось строительство железной дороги, соединяющей Кордову с Росарио. В 1867 году местный землевладелец Мануэль Ансельмо Окампо (прадед писательниц Виктории Окампо и Сильвины Окампо) решил основать поселение, и предоставил властям провинции его план. Поселение получило название Вилья-Мария: по одной версии — в честь Богоматери, по другой — в честь дочери фермера Марии Луисы. В 1871 году Национальный Конгресс захотел перенести в эти места столицу страны, однако президент Доминго Фаустино Сармьенто наложил вето на этот законопроект.
После основания поселения и открытия железнодорожной станции сюда начался приток иммигрантов (в основном из Испании, Италии и Германии), и в 1915 году решением властей провинции поселение получило статус города и было определено административным центром департамента Терсеро-Абахо (в 1946 году переименованного в Хенераль-Сан-Мартин).